# 29880 Andytran
29880 Andytran este un asteroid din centura principală de asteroizi.

## Descriere
29880 Andytran este un asteroid din centura principală de asteroizi. A fost descoperit pe 7 aprilie 1999 la Socorro, New Mexico, în cadrul proiectului LINEAR. Asteroidul prezintă o orbită caracterizată de o semiaxă mare de 3,12 ua, o excentricitate de 0,15 și o înclinație de 1,9° în raport cu ecliptica.